# Unicorn (sång)
Unicorn är en låt som framfördes av Noa Kirel i Eurovision Song Contest 2023, efter att den utsetts till Israels bidrag till tävlingen.
Bidraget slutade i tävlingen på tredje plats.